# Paco López
Francisco José López Fernández (Silla, Valencia, España, 19 de septiembre de 1967), más conocido como Paco López, es un exfutbolista y entrenador español que actualmente dirige al C. D. Leganés, equipo que milita en la Segunda División de España.

## Trayectoria

### Como futbolista
Paco López se formó en las categorías inferiores del Valencia Club de Fútbol. Tras su etapa juvenil dio el salto al Mestalla donde jugó varias temporadas. Posteriormente jugó en la U. D. Carcaixent. A mediados de la temporada 1989-90 fichó por el Torrent con el que consiguió el ascenso a Segunda B a final de dicha temporada. En la temporada 1990-91 tras disputar 36 partidos y marcar 9 goles en liga con el Torrent, el Hércules lo fichó para la siguiente temporada. López posteriormente jugó en el Extremadura, Levante, C. D. Castellón, Real Murcia y Benidorm. 

### Como entrenador
Villarreal "C"
Posteriormente inició su trayectoria como entrenador en las categorías inferiores del Villarreal. En la temporada 2004-05, entrenó al Villarreal "C".
Catarroja C. F.
Posteriormente, estuvo tres temporadas en el Catarroja, con el que consiguió disputar la promoción de ascenso a Segunda División "B" en la temporada 2007-08. 
Benidorm C. F.
La campaña siguiente, fichó por el Benidorm dando el salto a Segunda B.
C. D. Alcoyano
El 16 de julio de 2009, tras la renuncia de José Bordalás a entrenar al Alcoyano, Paco López se convirtió en el nuevo entrenador del club de Alcoy, donde estuvo un año y 9 meses, consiguiendo jugar la liguilla de ascenso la primera temporada y siendo destituido a falta de 5 jornadas para finalizar la segunda temporada, estando el equipo en tercera posición.
FC Cartagena
En mayo de 2011, se hizo oficial que dirigiría al Fútbol Club Cartagena en la temporada 2011-12. Sin embargo, tras cosechar cuatro derrotas en las cuatro primeras jornadas, fue destituido.
Valencia Mestalla
En octubre de 2012, Sergio Ventosa fue destituido como entrenador del Valencia Club de Fútbol Mestalla por los malos resultados cosechados hasta la fecha y le sustituyó Paco López, que volvía a la actividad tras su destitución en el FC Cartagena a mediados de septiembre de 2011. Logró evitar el descenso del filial valencianista, pero no continuó en el cargo.
Villarreal "C"
En noviembre de 2013, se convirtió en técnico del Villarreal "C", que en aquel momento era colista del Grupo 6 de Tercera División con un balance de una victoria, 4 empates y 8 derrotas, sustituyendo a Eder Sarabia.
Villarreal "B"
En julio de 2014, pasó a hacerse cargo del Villarreal "B" debido a que Lluís Planagumà no renovó. Estuvo tres años al mando del filial amarillo.
Atlético Levante
En junio de 2017, se incorporó al Atlético Levante.
Levante U. D.
En marzo de 2018, sustituyó a Juan Ramón López Muñiz como técnico del Levante Unión Deportiva. Su llegada al equipo granota tuvo un efecto inmediato, puesto que consiguió 22 puntos de los 27 posibles en sus 9 primeros partidos, unos resultados que sirvieron para asegurar la permanencia en Primera División. Por ello, renovó su contrato para la próxima temporada. Bajo su dirección, el Levante se mantuvo en la élite en los 3 siguientes cursos. Su etapa en el banquillo levantinista finalizó en octubre de 2021, cuando fue cesado por la dirección deportiva del club granota tras haber cosechado 4 empates y 4 derrotas en los 8 primeros partidos de Liga.
Granada C. F.
En noviembre de 2022, sustituyó a Aitor Karanka en el Granada Club de Fútbol, firmando hasta final de temporada, con opción a otra temporada más en caso de ascenso. El 27 de mayo de 2023, obtuvo el ascenso a Primera División al finalizar como campeón de Segunda. Su equipo se caracterizó por un fútbol atractivo, valiente, propositivo y ofensivo, marcando 55 goles, el que más de la categoría después del Albacete (58), convirtiéndose su delantero Myrto Uzuni en pichichi de la categoría con 22 tantos. El 26 de noviembre de 2023, fue destituido de su cargo tras una mala racha de resultados.
Cádiz C. F.
El 1 de junio de 2024, fue oficializado como entrenador del Cádiz C. F. y firmó un contrato por dos temporadas. Sin embargo, el 7 de diciembre de 2024, fue destituido tras la eliminación de la Copa del Rey y la disputa de 17 jornadas de Liga en las que había sumado siete derrotas, seis empates y sólo cuatro victorias.
C. D. Leganés
El 10 de junio de 2025, se incorporó al Club Deportivo Leganés, recién descendido a Segunda División.

## Clubes

### Como jugador
| Club              | País   | Año       |
| ----------------- | ------ | --------- |
| C. D. Mestalla    | España | 1984-1989 |
| U. D. Carcaixent  | España | 1989      |
| Torrent C. F.     | España | 1989-1991 |
| Hércules C. F.    | España | 1991-1994 |
| C. F. Extremadura | España | 1994      |
| Levante U. D.     | España | 1994-1995 |
| C. D. Castellón   | España | 1995-1998 |
| Real Murcia       | España | 1998-1999 |
| Benidorm C. D.    | España | 1999-2002 |

### Como entrenador
| Club                 | País   | Año       | PJ  | PG  | PE  | PP  | % ptos. |
| -------------------- | ------ | --------- | --- | --- | --- | --- | ------- |
| Villarreal C. F. "C" | España | 2004-2005 | 34  | 23  | 7   | 4   | 74.51%  |
| Catarroja C. F.      | España | 2005-2008 | 126 | 53  | 29  | 44  | 49.73%  |
| Benidorm C. D.       | España | 2008-2009 | 34  | 10  | 13  | 11  | 42.16%  |
| C. D. Alcoyano       | España | 2009-2011 | 78  | 36  | 22  | 20  | 55.55%  |
| FC Cartagena         | España | 2011      | 5   | 0   | 1   | 4   | 6.67%   |
| Valencia Mestalla    | España | 2012-2013 | 29  | 9   | 11  | 9   | 43.67%  |
| Villarreal C. F. "C" | España | 2013-2014 | 25  | 12  | 5   | 8   | 54.67%  |
| Villarreal C. F. "B" | España | 2014-2017 | 116 | 50  | 36  | 30  | 53.44%  |
| Atlético Levante     | España | 2017-2018 | 30  | 18  | 8   | 4   | 68.89%  |
| Levante U. D.        | España | 2018-2021 | 147 | 49  | 41  | 57  | 42.63%  |
| Granada C. F.        | España | 2022-2023 | 41  | 17  | 9   | 15  | 47.73%  |
| Cádiz C. F.          | España | 2024      | 18  | 4   | 6   | 8   | 33.33%  |
| C. D. Leganés        | España | 2025-     |     |     |     |     |         |
| Total                | Total  | Total     | 599 | 239 | 166 | 194 | 49.14%  |

## Palmarés

### Como entrenador

#### Campeonatos nacionales
| Título                     | Club          | País   | Año     |
| -------------------------- | ------------- | ------ | ------- |
| Segunda División de España | Granada C. F. | España | 2022-23 |